# Château Branaire-Ducru
Koordinaten: 45° 8′ 43″ N, 0° 44′ 18″ W

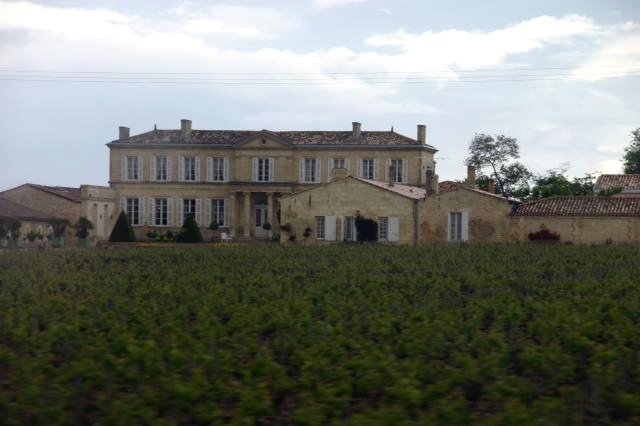
Château Branaire im Jahr 2006

Das Château Branaire ist ein bekanntes Weingut von Bordeaux. Seit der Klassifikation von 1855 ist das Weingut als „Quatrième Grand Cru Classé“ eingestuft, also in der vierten Stufe der Klassifikation.
Es liegt in Saint-Julien-Beychevelle, direkt gegenüber dem prachtvollen Nachbarn Château Beychevelle. Das Gut ist mit ca. 50 Hektar mittelgroß. 74 % der Fläche ist mit der Rebsorte Cabernet Sauvignon, 22 % mit Merlot und 4 % mit Petit Verdot bestockt. Das mittlere Alter der Rebstöcke beträgt 40 Jahre (Stand 2006). Das Gut erzeugt in mittleren Jahren ca. 180.000 Flaschen seines Grand Vin.
Unter den Jahrgängen von Branaire-Ducru ragen die Rotweine von 2005 (95 PP Parker-Punkte), 2003 (95 PP), 2001 (89–91 PP), 2000 (95 PP), 1996 (91 PP) und 1995 (90 PP) hervor.
Der Zweitwein des Weinguts heißt Duluc de Branaire-Ducru. In normalen Jahren werden von diesem Wein ca. 84.000 Flaschen abgefüllt.
Château Branaire-Ducru wird vom Önologen Jacques Boissenot sowie dessen Sohn Eric begleitet und beraten.

## Geschichte
Die frühe Geschichte des Guts ist mit der von Château Beychevelle identisch; der Landbesitz war ursprünglich Teil der Seigneurie de Lamarque. Das Land von Beychevelle wurde mindestens seit dem frühen 14. Jahrhundert bebaut. Im späten 14. Jahrhundert erbaute man eine Anlage mit befestigtem Donjon in der Nähe der Gironde, um die Mündung gegen Angriffe im „Hundertjährigen Krieg“ verteidigen zu können.
Ende des 14. Jahrhunderts gehörte der Besitz Archambaud de Grailly. Archambaud heiratete im Jahr 1381 Isabelle de Foix, so dass der Besitz im Rahmen der Erbteilung des Besitzes aus dem Haus Grailly in das Haus Foix-Candale überging.

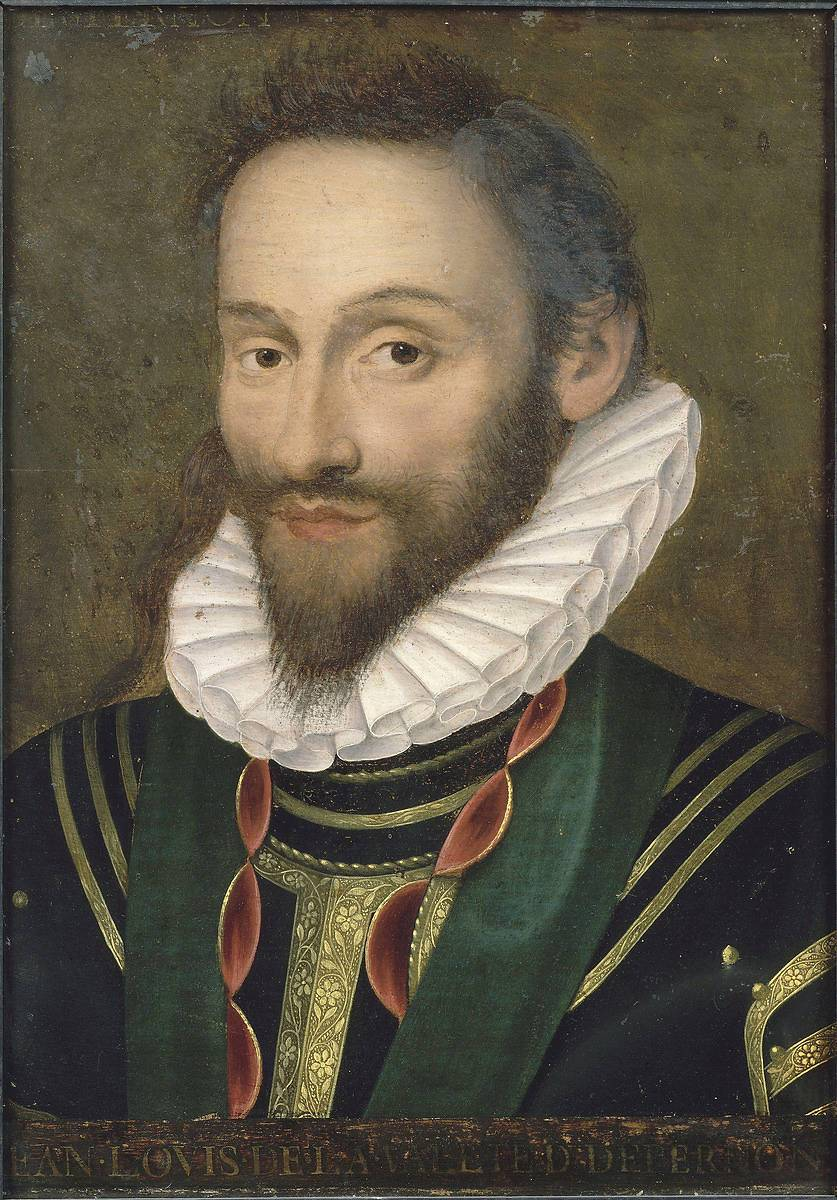
Jean Louis de Nogaret de La Valette, Gemälde im Schloss von Versailles

 Als Jean Louis de Nogaret de La Valette im Jahr 1587 mit Marguerite de Foix-Candale die Alleinerbin des Guts heiratete, ging das unter dem Namen Château de Médoc bekannte Anwesen in den Besitz der Herzöge von Épernon. Jean Louis de Nogaret de La Valette galt zu seiner Zeit als einer der mächtigsten Männer Frankreichs.
Jean Louis’ Sohn Bernard de Nogaret de La Valette zeigte ähnlich wie sein Vater nur geringes Interesse an diesem Anwesen, und als er am 25. Juli 1661 starb, hinterließ er einen hohen Schuldenberg. Zur Tilgung der Schulden ging Beychevelle kurzzeitig an das Königshaus und wurde schließlich an die Familie Abbadie verkauft. Unter der Regie der Familie Abbadie wurde der Besitz von Beychevelle aufgeteilt, und im Jahr 1680 kaufte Jean-Baptiste Braneyre einen Teil dessen, der heute unter dem Namen Branaire-Ducru bekannt ist.
Jean-Baptistes Tochter Marie heiratete Pierre du Luc, sodass der Besitz in die Familie du Luc überging. Später erbte ihr 1730 geborener Sohn Laurent du Luc das Gut. Laurent heiratete im Jahr 1779 Marie de Chillaud des Fieux de Larenchère, Tochter eines Offiziers. Trotz des adligen Hintergrunds überlebten Laurent und Marie die Französische Revolution und konnte sogar ihren Besitz trotz einer Gefängnisstrafe erhalten. Durch die Abänderung des Namens du Luc in Duluc lenkten sie von einer adeligen Abstammung ab. In die Zeit von Laurent fällt eine erste Blütezeit des Weingutes.
Als Laurent im Jahr 1814 starb, führte seine Ehefrau Marie das Gut noch weitere vier Jahre und kaufte noch kleinere Parzellen in der Nähe des Weilers Bourdieu bei. Nach ihrem Tod erbten die Söhne Louis und Justin Duluc das Gut und erweiterten es noch. Im Jahr 1824 bauten sie das heute bekannte Gutsgebäude und benannten den Besitz in Château Braneyre und schließlich in Château Branaire.
Im Jahr 1855 wurde das Gut aus Anlass der Weltausstellung in Paris in die offizielle Klassifikation von Bordeaux aufgenommen.
Als Louis Duluc nur ein Jahr später kinderlos starb, wurde das Anwesen von seiner Witwe, seinem Bruder und seinen Neffen geleitet. Die sehr verwickelten Besitzverhältnisse vereinfachten sich erst 1875, als Chateau Branaire nur noch Jean-Baptiste Gustave Ducru und seiner Schwester Zélie Ravez gehörte. Gustave kaufte den Anteil seiner Schwester auf, starb jedoch bereits 1879, also vier Jahre später. Der von Gustave vereinte Besitz ging somit wieder an seine Schwester über. Nach ihrem Tod im Jahr 1899 erbten ihre Neffen, der Marquis de Carbonnier de Marzac, der Comte de Ravez sowie der Comte du Périer de Larsan. Die drei Kronen auf dem Etikett der Weinflaschen versinnbildlichen die damalige Situation.
Aufgrund mangelndem Interesse wurde das Gut im Jahr 1919 an Jean-Michel Tapie verkauft. Die Ära Tapie war insgesamt nicht sehr glücklich, und die Qualität der erzeugten Weine stand nicht mehr in Relation zur Klassifizierung.
Im Jahr 1988 übernahm die Familie Maroteaux das Gut, und Patrick Maroteaux übernahm das Mandat des Geschäftsführers. Als technischen Leiter engagierte er Philippe Dhalluin.